# Зайковский, Николай Васильевич
Николай Васильевич Зайковский (1902—1944) — подполковник Рабоче-крестьянской Красной Армии, участник Великой Отечественной войны, Герой Советского Союза (1943).

## Биография
Николай Зайковский родился 1 (по новому стилю — 14) декабря 1902 года в Ашхабаде. Окончил семь классов школы. В 1919 году Зайковский был призван на службу в Рабоче-крестьянскую Красную Армию. Участвовал в Гражданской войне. После её окончания продолжил службу. В 1927 году Зайковский окончил Ташкентскую объединённую военную школу. В 1939—1941 годах был преподавателем, командиром курсантского батальона Ташкентского пехотного училища. С марта 1943 года — на фронтах Великой Отечественной войны. Принимал участие в боях на Воронежском, Степном и 2-м Украинском фронтах. К сентябрю 1943 года майор Николай Зайковский командовал 585-м стрелковым полком 213-й стрелковой дивизии 1-й гвардейской армии Степного фронта. Отличился во время битвы за Днепр.
В ночь с 26 на 27 сентября 1943 года полк Зайковского переправился через Днепр в районе села Днепровокаменка и захватил плацдарм на его западном берегу. Действия полка способствовали успешному форсированию Днепра частями 213-й стрелковой дивизии.
Указом Президиума Верховного Совета СССР от 26 октября 1943 года за «умелое командование стрелковым полком, образцовое выполнение боевых заданий командования на фронте борьбы с немецкими захватчиками и проявленные при этом мужество и героизм» майор Николай Зайковский был удостоен высокого звания Героя Советского Союза с вручением ордена Ленина и медали «Золотая Звезда» за номером 1482.
18 марта 1944 года подполковник Зайковский погиб в бою. Похоронен в селе Добрянка.
Был также награждён орденом Красного Знамени.
Музей памяти Зайковского создан в Добрянке, там же установлен его бюст, а в годы Советской власти его именем был назван местный колхоз.